# Wang Mingxia
Wang Mingxia, född 21 juli 1971, är en friidrottare från Kina. Hon deltog vid olympiska sommarspelen 1996.